# Дземьянович-Бонк, Агнешка
Агнешка Ева Дземьянович-Бонг (пол. Agnieszka Ewa Dziemianowicz-Bąk; род. 20 января 1984, Вроцлав, Вроцлавское воеводство (1975—1998), Польша) — польская общественная и политическая деятельница. Член партии «Новые левые». Министр семьи, труда и социальной политики Республики Польша с 13 декабря 2023 года. Депутат Сейма Республики Польша IX и X созывов с 2019 года.

## Биография

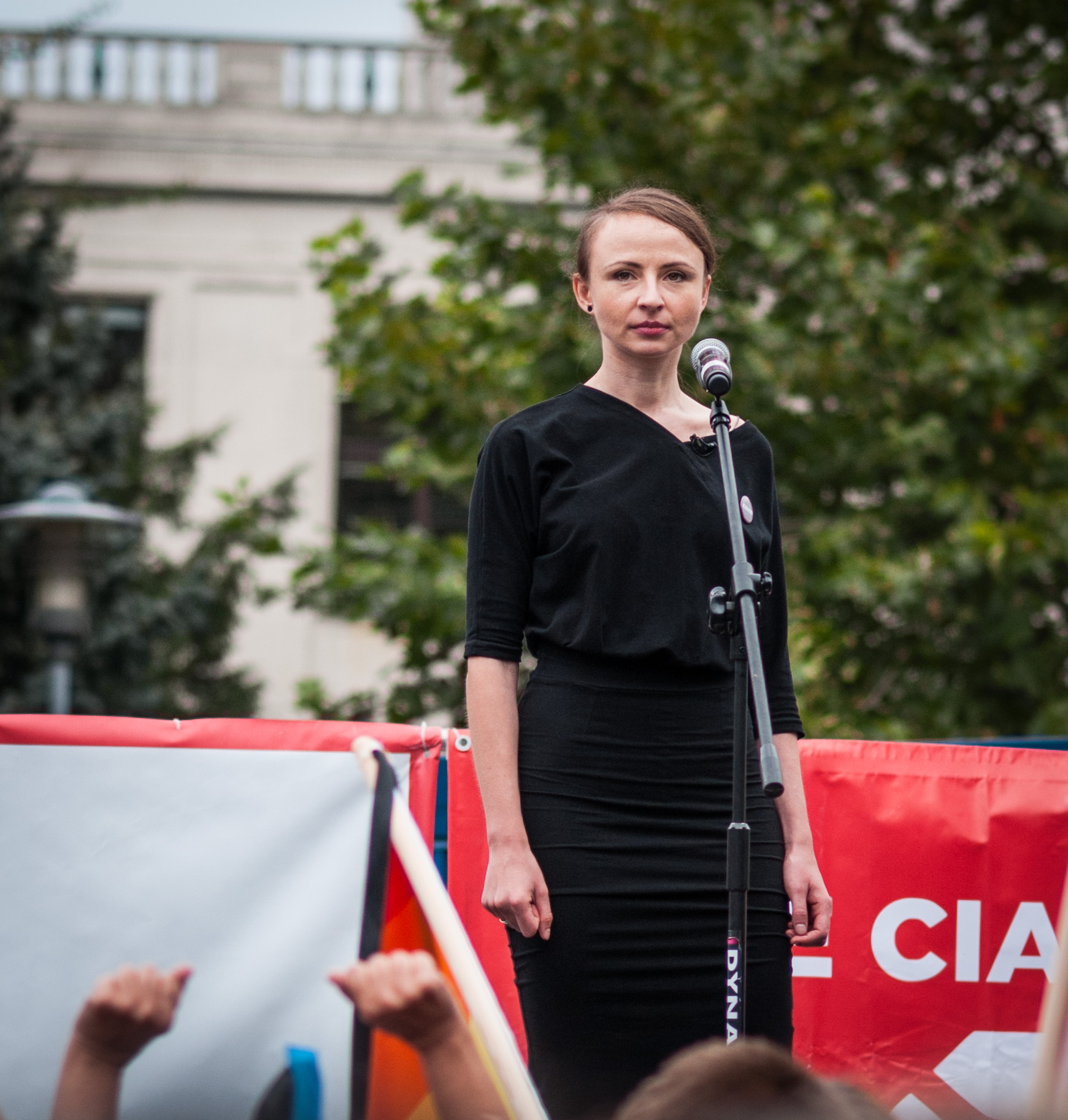
Агнешка Дземьянович-Бонк на «чёрном протесте» 1 октября 2016 года

Родилась 20 января 1984 года во Вроцлаве.
Окончила факультет педагогики (2008) и факультет философии (2008) Вроцлавского университета. В 2018 году получила степень доктора гуманитарных наук.
В 2010—2016 годах работала научным ассистентом в Институте исследований в области образования в Варшаве (IBE), где занималась исследованиями образовательной политики.
В сентябре 2015 года стала членом новой левой Партии «Вместе» и c 2015 по 2019 год являлась членом Национального совета партии.
Неоднократно принимала участие в «чёрном протесте» против ужесточения закона о абортах в Польше. В 2016 году журнал Foreign Policy включил Дземьянович-Бонк, наряду с Барбарой Новацкой, в свой ежегодный список «100 самых влиятельных мировых мыслителей» за роль в организации «чёрного протеста».
С 2017 года представляла партию «Вместе» в общеевропейской левой организации «Движение за демократию в Европе 2025» (DiEM25).
На местных выборах 2018 года баллотировалась в Сеймик Нижнесилезского воеводства по списку партии «Вместе», но не была избрана.
В феврале 2019 года вышла из партии «Вместе», объясняя это непринятием стратегии партии перед будущими выборами в Европарламент.
На парламентских выборах 2019 года была избрана в Сейм от коалиции «Левица», получив 14 257 голосов избирателей. В парламенте стала членом Комиссии по делам европейского союза и Комиссии по делам образования, науки и молодёжи.
В 2020 году руководила предвыборным штабом кандидата на президентских выборах 2020 года Роберта Бедроня.
В сентябре 2021 года вступила в партию «Новые левые».
По результатам парламентских выборов 2023 года избрана депутатом Сейма X созыва.
13 декабря 2023 года приведена к присяге как министр семьи, труда и социальной политики Республики Польша в правительстве под руководством премьер-министра Дональда Туска.

## Участие в выборах
| Выборы | Избирательный комитет | Избирательный комитет          | Орган                             | Результат      |
| ------ | --------------------- | ------------------------------ | --------------------------------- | -------------- |
| 2018   |                       | Левые вместе                   | Сеймик Нижнесилезского воеводства | 3566 (1,40%)   |
| 2019   |                       | Союз демократических левых сил | Сейм Республики Польша IX созыва  | 14 257 (2,18%) |
| 2023   |                       | Левые                          | Сейм Республики Польша X созыва   | 30 631 (4,49%) |